# Paul Pedak
Paul Pedak (* 7. März 1934 in Schedlisken; † 13. Mai 1979 in Dresden) war ein deutscher Maler und Grafiker des sozialistischen Realismus.

## Leben und Werk
Pedak kam mit seiner Familie 1945 aus seiner ostpreußischen Heimat in die sowjetische Besatzungszone. Er absolvierte bis 1951 eine Lehre als Dekorationsmaler. Von 1954 bis 1957 besuchte er die Arbeiter- und Bauernfakultät der Hochschule für Bildende Künste Dresden (HfBK), und danach studiert er bis 1962 bei Rudolf Bergander an der HfBK. Nach dem Studienabschluss arbeitete er als freischaffender Künstler in Dresden, wobei er bis 1966 einen Werkvertrag mit dem Elbtalwerk Heidenau hatte. Von 1966 bis 1969 war er Aspirant in der Abendschule der HfBK. Anschließend hatte er dort einen Lehrauftrag.
Pedak war Mitglied des Verbandes Bildender Künstler der DDR.
Er war vor allem Grafiker, schuf aber auch Tafelbilder. Eine größere Anzahl seiner Arbeiten befasst sich mit Themen des Sports. Zuweilen betätigte er sich auch zu politischen Themen als Karikaturist, so anlässlich des Sturzes Salvador Allendes 1973.
Arbeiten Pedaks befinden sich u. a. im Museum Junge Kunst, Frankfurt/Oder, im Sächsischen Kunstfonds und in der bedeutenden Hamburger Privatsammlung Block.

## Werke (Auswahl)

### Tafelbilder
- Turnerinnen (Öl auf Holz, 165 × 148 cm, 1976; Sächsischer Kunstfonds)[3]

### Druckgrafiken
- Junger Bauarbeiter (1964, Holzschnitt)[4]
- Im Stadion (Radierung, 1965)[5]

- Beim Lesen (Radierung, 1965)[6]
- Versammlung (Radierung, 1965)[7]
- Am Fenster (aus der Folge von Radierungen Jugend; 20 × 19,5 cm, 1966)[8]
- Triumph des Sports (Radierung, 1973)[9]
- Aus der Geschichte der deutschen Arbeitersportbewegung (Zyklus von Radierungen, 1975), u. a.[10]
- Kinder von Soweto (Serien von Farb-Linolschnitten, 1978) u. a. Die aufgehende Sonne[11] und Sonne für die Weißen und Sonne für die Schwarzen[12]

## Ausstellungen (unvollständig)
- 1966: Berlin, Neue Berliner Galerie im Alten Museum („Wir lieben das Leben“)
- 1968: Halle/Saale, Staatliche Galerie Moritzburg („Sieger der Geschichte“)
- 1969 und 1977: Leipzig, Messehaus am Markt („Kunst und Sport“)
- 1971: Berlin, Altes Museum („Das Antlitz der Arbeiterklasse in der bildenden Kunst der DDR“)
- 1964, 1972 und postum 1979: Pillnitz bzw. Dresden, Bezirkskunstausstellungen
- 1972/73 und 1977/78: Dresden, VII. und VIII. Kunstausstellung der DDR